# Procesy członków akcji 1005
Procesy członków akcji 1005 – kilka procesów przed sądami zachodnioniemieckimi w latach 60., obejmujących byłych członków Sonderkommanda 1005. Sonderkommanda te przeprowadzały akcję 1005 (zacieranie zbrodni popełnionych przez hitlerowców we wschodniej Europie). Główny nadzorca akcji, szef Gestapo, Heinrich Müller zaginął w 1945. Natomiast Paul Blobel (główny wykonawca akcji 1005) został skazany w tzw. procesie Einsatzgruppen przez Amerykański Trybunał Wojskowy w Norymberdze na karę śmierci i stracony w 1951.

## Proces w Heilbronn w latach 1962-1963
Na ławie oskarżonych zasiadł Rudolf Theimer, któremu zarzucono udział w zamordowaniu 45 więźniów żydowskich zmuszonych do udziału w akcji 1005 oraz osobiste rozstrzelanie 10 więźniów w obozie Borek. Theimer skazany został na 4 lata pozbawienia wolności.

## Proces wKoblencjiw latach 1963-1965
Na ławie oskarżonych zasiadło 11 członków Policji Bezpieczeństwa (Sipo) w Mińsku, którzy brali udział w akcji 1005. Zarzuty obejmowały zbrodnie popełnione na Białorusi (m.in. w Mińsku, Słucku, Słonimie i obozie zagłady w Małym Trostincu), w szczególności rozstrzeliwanie, gazowanie w specjalnych samochodach ciężarowych i zakopywanie żywcem tysięcy Żydów (zarówno radzieckich, jak i deportowanych z zachodniej Europy), Cyganów, komisarzy bolszewickich i innych obywateli ZSRR w latach 1941-1944. Jeden z zarzutów obejmował odwet za próbę zamachu na Głównego Komisarza Rzeszy na Białorusi Wilhelma Kube, przez zastrzelenie 300 mężczyzn, kobiet i dzieci z Mińska.
Werdykt sądu:
1. Franz Stark – dożywocie
2. Georg Albert Heuser – 15 lat pozbawienia wolności
3. Arthur Wilke – 10 lat pozbawienia wolności
4. Rudolf Schlegel – 8 lat pozbawienia wolności
5. Friedrich Merbach – 7 lat pozbawienia wolności
6. Johannes Hugo Feder – 4,5 roku pozbawienia wolności
7. Wilhelm Kaul – 4,5 roku pozbawienia wolności
8. Eberhard Richard von Toll – 4,5 roku pozbawienia wolności
9. Karl Dalheimer – 4 lata pozbawienia wolności
10. Jacob Oswald – 4 lata pozbawienia wolności
11. Arthur Harder – wyrok anulowano, postępowanie ostatecznie umorzono

## Proces wHamburguw 1968
Ława oskarżonych liczyła 3 członków Sonderkommando 1005, którym zarzucono mordowanie Żydów i więźniów innych narodowości zmuszonych do udziału w akcji 1005. Zbrodnie te zostały popełnione na Białorusi (m.in. w Mińsku, Małym Trostincu, Pińsku i Słonimie) i w Polsce (m.in. w Łomży). Za udział w rozstrzeliwaniu, gazowaniu więźniów oraz ich wysadzaniu w powietrze w specjalnych bunkrach wszyscy oskarżeni skazani zostali na dożywocie.
Werdykt sądu:
1. Otto Drews – dożywotnie pozbawienie wolności
2. Otto Goldapp – dożywotnie pozbawienie wolności
3. Max Krahner – dożywotnie pozbawienie wolności

## Proces wStuttgarciew 1969
4 członków Sonderkommando 1005 zostało oskarżonych o udział w mordowaniu Żydów i więźniów innych narodowości zmuszonych do udziału w akcji 1005 na Ukrainie (m.in. w Babim Jarze koło Kijowa, Humaniu, Kamieńcu Podolskim i Mikołajowie) i na Łotwie (w rejonie Rygi).
Werdykt sądu:
1. Hans Soh. – 4 lata pozbawienia wolności
2. Fritz Otto Zie. – 2,5 roku pozbawienia wolności
3. Walter Helfsgott – uniewinniony
4. Fritz Kir. – uniewinniony